# Maciej Masłowski (polityk)
Maciej Przemysław Masłowski (ur. 21 lipca 1984 w Rzeszowie) – polski polityk i informatyk, poseł na Sejm VIII kadencji.

## Życiorys
W 2010 ukończył informatykę i ekonometrię w Wyższej Szkole Informatyki i Zarządzania w Rzeszowie. Został pracownikiem naukowo-dydaktycznym i doktorantem na Uniwersytecie Rzeszowskim. Zajął się również prowadzeniem własnej działalności gospodarczej.
Jest krewnym Pawła Kukiza. Współpracował z nim w ramach inicjatywy Zmieleni.pl, a w 2015 został koordynatorem organizowanego przez muzyka ruchu w województwie podkarpackim. W wyborach parlamentarnych w tym samym roku kandydował do Sejmu w okręgu rzeszowskim z pierwszego miejsca na liście powołanego przez Pawła Kukiza komitetu wyborczego wyborców. Uzyskał mandat posła VIII kadencji, otrzymując 15 303 głosy. W wyborach samorządowych w 2018 był kandydatem Kukiz’15 na prezydenta Rzeszowa. Zdobył 3,58% poparcia, co przełożyło się na trzecie miejsce. Bez powodzenia kandydował także w 2019 w wyborach do Parlamentu Europejskiego oraz w wyborach do Senatu.
W lutym 2021 zadeklarował zamiar kandydowania w przedterminowych wyborach prezydenta Rzeszowa zarządzonych po rezygnacji Tadeusza Ferenca; ostatecznie w kwietniu udzielił poparcia wiceministrowi sprawiedliwości Marcinowi Warchołowi popieranemu przez Solidarną Polskę. W 2025 został prezesem zarządu Przemyskiej Agencji Rozwoju Regionalnego.

## Życie prywatne
Żonaty z Renatą Masłowską. 